# Laeosopis magis
Laeosopis magis är en fjärilsart som beskrevs av Ramon Agenjo Cecilia 1963. Laeosopis magis ingår i släktet Laeosopis och familjen juvelvingar. Inga underarter finns listade i Catalogue of Life.